# Philippi (Le Cap)
Pour les articles homonymes, voir Philippi.
Philippi est un township de la ville du Cap en Afrique du Sud situé dans le secteur des Cape Flats. 

## Localisation
Philippi est situé au sud-est de la ville du Cap entre Muizenberg et Grassy Park à l'ouest et Mitchell's Plain à l'est.

## Quartiers
En grande partie rural, le township de Philippi se divise en 11 secteurs  : Browns Farms, Heinz Park, Knole Park, Kosovo Informal, Philippi East, Philippi Park (Phola Park), Philippi SP1, Philippi SP2, Sweet Home, Weltevreden Valley North 1 et Weltevreden Valley North 2.

## Démographie
Selon le recensement de 2011, Philippi compte 200 603 habitants, essentiellement issus de la communauté noire (90,33 %). Les Coloureds représentent 8 % des habitants et les blancs environ 0,33 % des résidents.
Les langues maternelles dominantes sont le xhosa (78,69 %) suivi de l'afrikaans (7,32 %) et de l'anglais sud-africain (6,16 %). 

## Historique
En 1833, ce secteur situé près de la côte de False Bay, est appelé Die Duine (Les Dunes). Entre 1877 et 1883, des petites communautés de fermiers d'origine germaniques s'installent dans le secteur qui prend le nom de Springfield en 1896 avant de prendre le nom définitif de Philippi en 1898. Jusqu'aux années 1970, on ne trouve principalement à Philippi que quelques fermes et surtout des pâturages. L'arrivée au Cap de nombreux travailleurs migrants économiques originaires du Ciskei et du Transkei ainsi que l'étalement urbain amènent le gouvernement, en application du Group Areas Act, à créer de nouveaux townships en développant de nouvelles zones dortoirs comme à Philippi, au début des années 1980, afin de gérer l'afflux de nouvelles populations noires.
Si au début, le township de Philippi bénéficie d'un plan de développement urbain basé sur la création de quelques quartiers (Brown Farms), il se développe surtout rapidement à partir de plusieurs quartiers informels durant les années 1990 (Samora Machel) et 2000 (Philippi East). Néanmoins, de larges portions de Philippi demeurent non construits, consacrés à l'agriculture (Philippi SP2) ou envahis par des dunes de sable (notamment le secteur sud de Philippi SP2).

## Politique
Les quartiers de Philippi se partagent entre le 13e arrondissement (sub council 13), le 18e arrondissement (sub council 18) et le 23e arrondissement du Cap (sub council 23). Ils se partagent également entre 6 circonscriptions municipales : 
- la circonscription municipale no 33 (Weltevreden Valley - Philippi - Samora Machel - Cossovo - Village 4A) dont le conseiller municipal est Nico Mzalisi (ANC)[2].
- la circonscription municipale no 34 (Philippi) dont le conseiller municipal est Fikiswa Nkunzana (ANC)[3].
- la circonscription municipale no 35 (Airport - Philippi Island - Philippi Industrial - Klipfontein - Lower Crossroads - Luzuko Park - Thabo Mbeki) dont le conseiller municipal est Mzuzile Mpondwana (ANC)[4].
- la circonscription municipale no 75 (Colorado Park - Highlands Village - Hyde Park - Morgans Village - Philippi - Rondevlei Park - Weltevreden Valley - Westgate - Wildwood - Woodlands) dont le conseiller municipal est Natalie Bent (DA)[5].
- la circonscription municipale no 80 (Philippi) dont le conseiller municipal est Thembinkosi Pupa (ANC)[6].
- la circonscription municipale no 88 (Heinz Park - Lentegeur au sud de la R300, à l'ouest de AZ Berman Drive, au nord de Highlands Drive, à l'est de la voie ferrée - New Woodlands - Philippi - Philippi Park) dont le conseiller municipal est Patrick Pietersen (DA)[7].